# Гребля Хаммам-Буграра

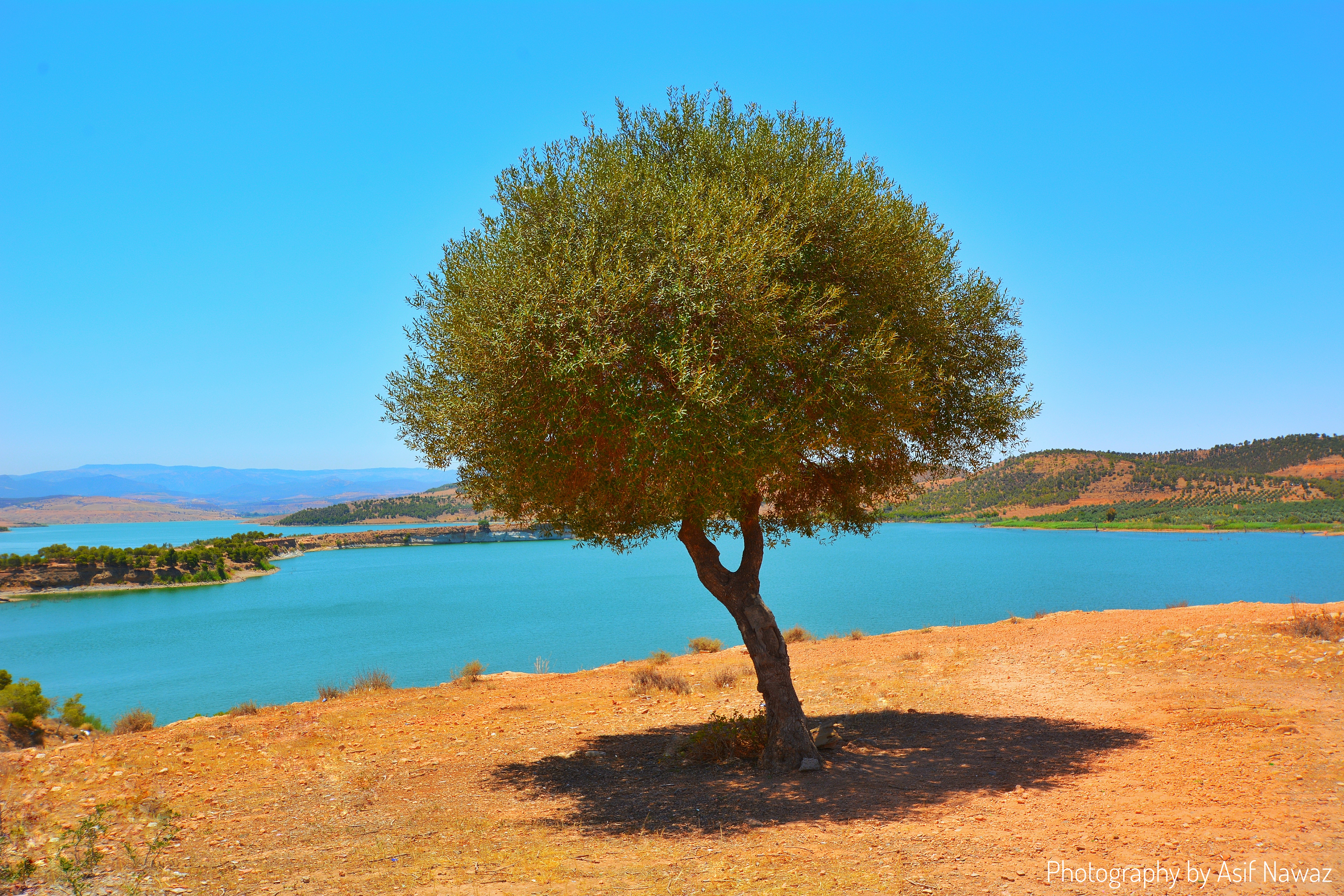
Водосховище греблі

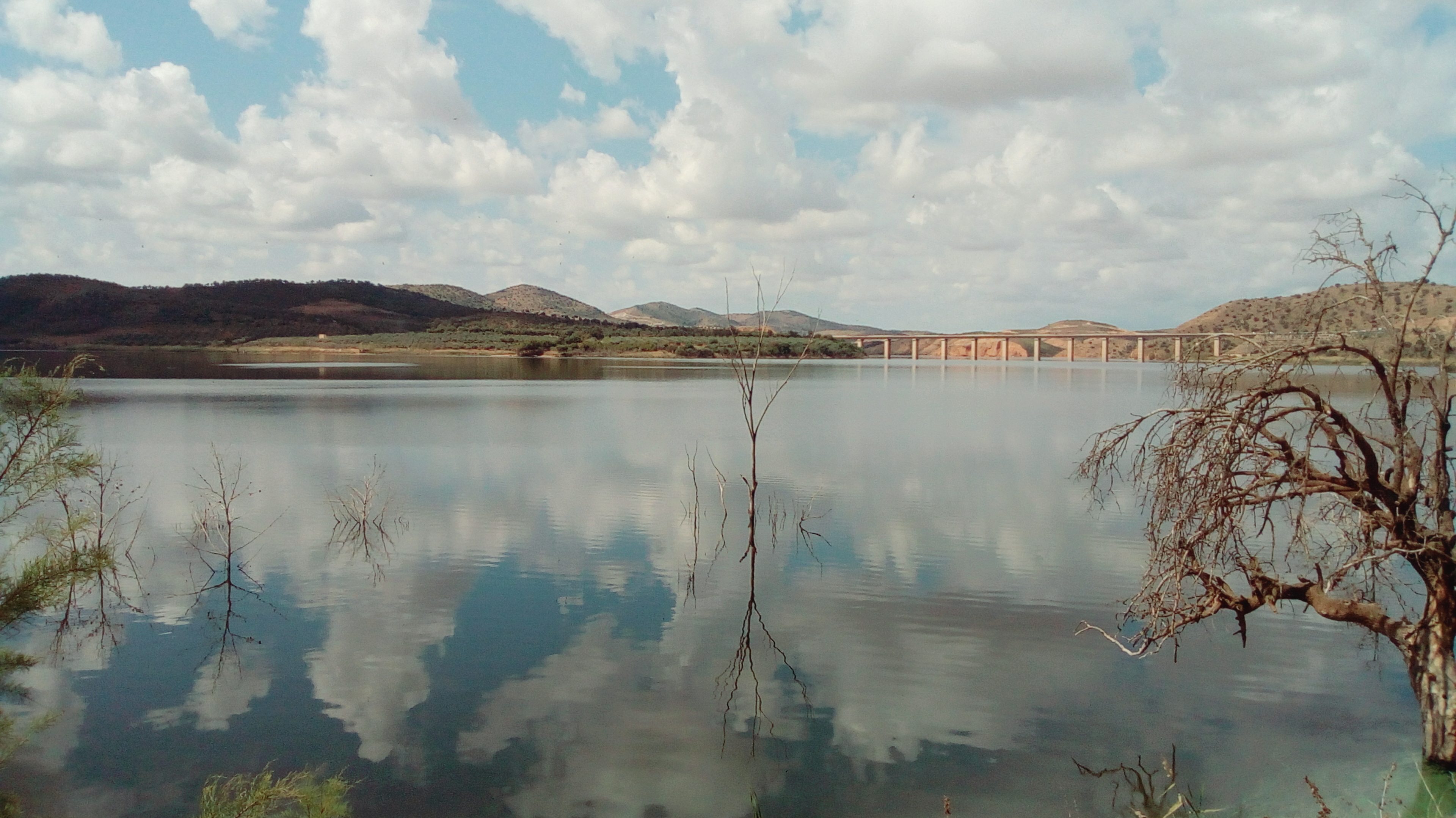
Водосховище греблі, на задньому плані видно перекинутий над ним міст

Гребля Хаммам-Буграра (Hammam Boughrara, Hammam Bougherara) – гідротехнічна споруда на півночі Алжиру.
Греблю спорудили в 1994 – 1999 роках на уеді Тафна, що впадає до Середземного моря за дев’ять десятків кілометрів на південний схід від Орана. Варто відзначити, що вище по течії на Тафні зведена гребля Бені-Бахдел. Водозбірний басейн вище від споруди складає 4000 км2, а її головним призначенням є водопостачання та іригація.
В межах проекту долину уеду перекрили земляною греблею висотою 61 метр, довжиною 1100 метрів та шириною по гребеню 10 метрів, яка потребувала 3,49 млн м3 матеріалу. Розташований праворуч бетонний водоскид розрахований на перепуск під час повені 5000 м3/с.
Гребля утворила водосховище з площею поверхні 8,94 км2 та об’ємом 177 млн м3, з яких 23,3 млн м3 відносилос до «мертвого» об’єму. Воно має нормальний рівень поверхні на позначці 305 метрів НРМ (під час повені може зростати до 608,5 метра НРМ).